# パキスタンの国章
パキスタンの国章（パキスタンのこくしょう）は政府承認で1954年に採用された。紋章は通常緑色である。

## 構成
- 頂上の三日月と星は、パキスタンの主な宗教であるイスラム教を表している。
- 紋章の中心には、農業を表すシールドがあり、その中には採用当時のパキスタンの4つの主な作物、すなわち綿、ジュート、茶、小麦の描写がされている。
- シールドのまわりの花のリースはパキスタンの歴史を表している。
- 下の飾り書きは、パキスタン建国の父であるムハンマド・アリー・ジンナーの発言である。

ウルドゥー語:  ایمان ، اتحاد ، نظم 
「信頼、統一、鍛練」

1947から1954年までの国章